# Ouled Maaref
 (avril 2025).
Si vous disposez d'ouvrages ou d'articles de référence ou si vous connaissez des sites web de qualité traitant du thème abordé ici, merci de compléter l'article en donnant les références utiles à sa vérifiabilité et en les liant à la section « Notes et références ».
En pratique : Quelles sources sont attendues ? Comment ajouter mes sources ?
Ouled Maaref est une commune de la wilaya de Médéa, située dans la région historique du Titteri, à 158 km au sud d'Alger et 82 km au sud-est de Médéa.

## Géographie

### Situation
La commune s'étend sur 192 km2 dans la zone de transition entre l'Atlas tellien au nord et les Hautes Plaines centrales au sud. Son relief vallonné culmine à 1 100 m au Djebel Sidi Zahar et abrite plusieurs cours d'eau saisonniers (oueds El Ma et Bou Sellam).

### Climat
Le climat est semi-aride (BSk) avec des précipitations annuelles moyennes de 350 mm. Les températures varient entre -5°C en janvier et 42°C en août.

## Histoire
La tribu des Ouled Maaref, d'origine hilalienne, s'installe dans la région entre 1410 et 1450 selon l'historien Ibn Khaldoun. Leur territoire traditionnel couvre 10 000 hectares, marqué par des vestiges romains comme le poste de surveillance d'Aïn El Alaimia (IIe siècle).
Pendant la guerre d'indépendance, la commune fut un bastion de la Wilaya IV. Le 19 mars 1958, elle fut le théâtre de la Bataille d'El Kherba opposant l'ALN au 5e régiment de chasseurs d'Afrique.

## Démographie
| Année | Population | Taux de croissance |
| ----- | ---------- | ------------------ |
| 1987  | 7 542      |                    |
| 1998  | 8 416      | +1.1%/an           |
| 2008  | 9 287      | +1.0%/an           |

## Économie
L'économie repose sur :
- L'agriculture (45% des terres) : céréaliculture (12 000 qx/an de blé dur) et élevage ovin (18 000 têtes)
- L'artisanat : tapisserie hannoun et poterie traditionnelle
- Une zone industrielle de 12 ha accueillant des unités agroalimentaires

## Culture
- Festival annuel des arts populaires (depuis 1987)
- Mausolée de Sidi El Hadj Belkacem : site religieux du XVIIIe siècle
- Spécialité culinaire : « Chakhchoukhet El Maârfia » (plat à base de semoule et de viande séchée)